# ویوین لایرا بلیر
ویوین لایرا بلیر (انگلیسی: Vivien Lyra Blair؛ زادهٔ ۴ ژوئن ۲۰۱۲) بازیگر اهل ایالات متحده آمریکا است که از سال ۲۰۱۷ میلادی تاکنون مشغول فعالیت بوده‌است. او ایفاگر نقش پرنسس لیا در مجموعه تلویزیونی اوبی وان کنوبی است.